# Qui-Gon Jinn
Qui-Gon Jinn (80–32 BBY) – postać fikcyjna, jeden z bohaterów filmowej sagi Gwiezdne wojny (pojawił się tylko w jednej części gdzie był jednym z głównych bohaterów, po czym jego dalsze losy zostały rozwinięte przez książki i komiksy). Mistrz Jedi, uczeń Hrabiego Dooku, nauczyciel i mentor Obi-Wana Kenobiego oraz według pewnych książek Xanatosa. Szczególną wagę przykładał do kwestii słuchania „żywej Mocy”. Jego miecz świetlny miał zieloną klingę.
W rolę Qui-Gona, w filmie Mroczne widmo wcielił się Liam Neeson.

## Historia
Rok po narodzinach zaczął być szkolony na rycerza Jedi; w wieku 13 lat został padawanem hrabiego Dooku. Qui-Gon uzyskał tytuł mistrza, gdy jego pierwszy padawan został rycerzem, choć jego drugi uczeń, Xanatos z planety Telos, nie zdołał tego dokonać. Trzecim i ostatnim padawanem Qui-Gona był Obi-Wan Kenobi.
W roku 32 BBY wraz ze swoim trzecim padawanem wziął udział w misji dyplomatycznej mającej rozwiązać kwestię blokady planety Naboo przez flotę Federacji Handlowej. W wyniku próby zabójstwa podjętej przez dowództwo Federacji obaj Jedi znaleźli się na powierzchni planety, gdzie oswobodzili z rąk oddziałów federacyjnych królową Amidalę.
Podczas ucieczki z oblężonej planety Naboo Qui-Gon z towarzyszami odnaleźli na Tatooine młodego Anakina Skywalkera, którego przy jego wydatnej pomocy wykupili z niewoli. Tuż przed odlotem z planety Mistrz Jedi stoczył nierozstrzygniętą walkę z Darthem Maulem, którego rozpoznał jako Sitha.
Po przybyciu na Coruscant przedstawił Anakina Radzie Jedi i poprosił ją o pozwolenie na zostanie nauczycielem byłego niewolnika. Zgody jednak nie uzyskał. Mimo to postanowił uczyć młodego Skywalkera.

## Śmierć
Po wygranej bitwie z federacją handlową Qui-Gon Jinn i Obi-wan Kenobi znaleźli się przy bramie, gdzie rozpoczęli walkę z Darth Maulem. Walczyli z nim, dopóki nie znaleźli się w szybie. Qui-Gon Jinn, oddzielony od swojego ucznia, stoczył walkę z Sithem, który przebił go swoim mieczem. Chwilę później Obi-Wan Kenobi pomścił jego śmierć, przecinając zabójcę mieczem w talii i zrzucając go do szybu. Tuż po tej walce Qui-Gon Jinn umiera poprosiwszy Obi-Wana, by uczył Anakina.

## Po śmierci

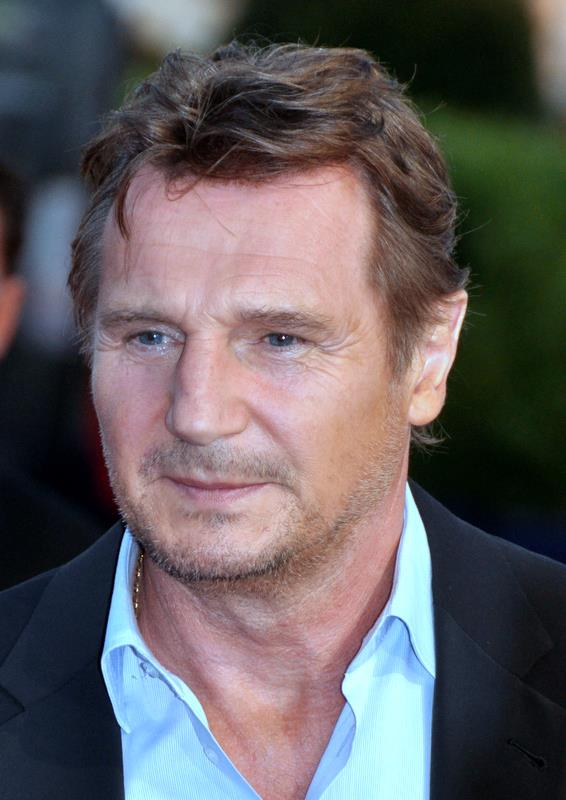
Liam Neeson – odtwórca roli Qui-Gona

W Zemście Sithów Mistrz Yoda mówi uczniowi Qui-Gon Jinna, że jego mistrz „wkroczył na ścieżkę nieśmiertelności” oraz obiecuje, że nauczy Obi-Wana porozumiewać się z byłym mistrzem. Qui-Gon ma też przekazać obu Jedi wiedzę o tym, jak samemu osiągnąć nieśmiertelność. Obi-Wan komunikował się z Qui-Gonem od 19 roku BBY do roku 0 BBY, w którym „poznał się” z Lukiem Skywalkerem, Yoda prawdopodobnie do śmierci. Dzięki Qui-Gonowi zarówno Obi-Wan, jak i Yoda stali się po śmierci potężniejsi, niż można to sobie wyobrazić.